# اجباستون
اجباستون (به انگلیسی: Edgbaston) یکی از ناحیه‌های حومه شهر بیرمنگام، انگلستان است. اجباستون ۴۲٬۲۹۵ نفر جمعیت دارد.